# Ichthyobelus bellicosus
Ichthyobelus bellicosus är en insektsart som beskrevs av Melichar 1925. Ichthyobelus bellicosus ingår i släktet Ichthyobelus och familjen dvärgstritar. Inga underarter finns listade i Catalogue of Life.